# 貴婦失蹤案
《貴婦失蹤案》（英語：The Lady Vanishes）是一部上映於1938年的英國懸疑電影，由亞弗列·希治閣執導，主演是瑪格麗特·洛克伍德和米高·雪格夫。西德尼·吉利特和法蘭克·蘭德編劇，改編自埃塞爾·琳娜·懷特的1936年小說《The Wheel Spins》。
2017年，在一份《Time Out》雜誌對150多名演員、導演、作家、製作人作的意見調查中，該電影名列英國前100名電影的第31位。2013年，由BBC製作、迪爾幕德·勞倫斯執導的同名翻拍電影上映。

## 劇情
二戰前夕，年輕的女孩凱莉正趕向倫敦去見她的未婚夫，但因發生雪崩而造成火車停駛，而和一群英國遊客被困在歐洲的一間小旅店內，凱莉在其中結識了一名自稱是家庭教師的老女士弗洛伊小姐（Miss Froy）。在入眠時，凱莉被民俗音樂家吉爾伯特·雷德曼的刺耳音樂聲擾得不厭其煩。
次日，凱莉正要上車時，被一個從天而降的花盤打中頭部，弗洛伊小姐協助她登上火車；一同上車的英國人還有一對新婚夫妻，急於趕去看板球賽的查特兹和考特。凱莉和弗洛伊共在一個車廂，疲倦的凱莉隨即睡著了。當凱莉醒來後，發現對面的弗洛伊小姐居然消失了，她隨即問了同車廂的義大利魔術師和一位男爵夫人，他們都聲稱沒有弗洛伊這個人存在，火車的乘務員也是相同說法。車上的外科醫師哈里茲宣稱凱莉是因為受到腦震盪而出現了幻覺。
隨即一位穿得跟弗洛伊小姐一模一樣的女士柯瑪夫人出現；但感到困惑的凱莉找到了吉爾伯特，兩人開始在火車上展開調查，他們隨後在行李室遭到那位義大利魔術師的襲擊。

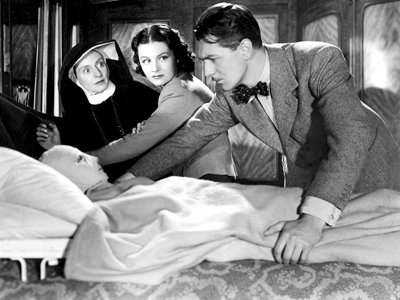
電影的一個鏡頭：凱莉、吉爾伯特和「修女」解救出弗洛伊小姐。

凱莉懷疑哈里茲中途帶上車、纏滿繃帶的患者就是弗洛伊小姐，並將此一發現告訴哈里茲。於是哈里茲便在凱莉和吉爾伯特的飲料裡下藥，並告訴他們真相，原來他才是陰謀的幕後策劃者。但哪知哈里茲的同謀「修女」暗中將藥掉了包，還協助凱莉和吉爾伯特救出弗洛伊小姐。
當哈里茲與男爵夫人發現弗洛伊被救後，便將修女綁住，並命令將部分列車轉到一個支線上，一群士兵來到要求車上乘客都跟著他們下車，但修女跟吉爾伯特說如果下車的話就會被對方殺害，於是雙方展開一場槍戰。過程中弗洛伊小姐向凱莉和吉爾伯特透露，她是英國的間諜，必須向白廳傳遞重要機密資料，資料則是藏在一首民俗樂曲中。吉爾伯特記住了該首曲調，弗洛伊小姐便離開火車逃進樹林內。隨即他們成功啟動列車，越過邊界，逃離了士兵的追殺。
到達倫敦後，凱莉決定跟吉爾伯特結婚。隨後他們來到英國外交部，吉爾伯特在此時卻把那首曲調給忘了，但他們隨即訝異地看見了眼前弗洛伊小姐正彈奏該首曲子，並高興地和她團聚。

## 演員
- 瑪格麗特·洛克伍德（英语：Margaret Lockwood） 飾 Iris Henderson
- 米高·雪格夫（英语：Michael Redgrave） 飾 Gilbert
- 保羅·盧卡斯 飾 Dr. Hartz
- May Whitty（英语：May Whitty） 飾 Miss Froy
- 西西·派克（英语：Cecil Parker） 飾 Mr. Todhunter
- 林登·特拉弗斯（英语：Linden Travers） 飾 "Mrs." Todhunter
- 那頓·韋恩（英语：Naunton Wayne） 飾 Caldicott
- 貝西·拉德福德（英语：Basil Radford） 飾 Charters
- 瑪莉·克萊爾（英语：Mary Clare） 飾 Baroness
- Emile Boreo 飾 酒店經理
- 戈吉·維瑟斯（英语：Googie Withers） 飾 Blanche
- Sally Stewart 飾 Julie

## 外部連結
- 美国电影学会目录上的《The Lady Vanishes》（英文）
- 互联网电影数据库（IMDb）上《貴婦失蹤案》的资料（英文）
- 爛番茄上《貴婦失蹤案》的資料（英文）
- TCM电影资料库上《The Lady Vanishes》的资料（英文）
- 時光網上《貴婦失蹤案》的資料
- 豆瓣電影上《貴婦失蹤案 （页面存档备份，存于）》的資料
- 開眼電影網上《貴婦失蹤案》的資料